# クイズ赤恥青恥
『クイズ赤恥青恥』（クイズあかっぱじあおっぱじ）は、テレビ東京系列局ほかで放送されていたクイズ番組である。テレビ東京とオフィスクレッシェンドの共同製作。全364回。テレビ東京系列局では1995年4月8日から2003年3月7日まで放送。

## 概要
クイズに答えるのはスタジオにいるパネリストたちではなく、収録前にスタッフが取材した街の一般人であり、パネリストたちはその中の誰が正解するのかを当てる。
当初は「常識」を題材にしたクイズを一般人に出していたが、末期にはテーマが「常識」から「恥」に変わり、常識とは無関係のクイズを出すことも多くなった。
末期は新聞ラテ欄に限り「クイズ!!赤恥青恥」と表記されていた。

## 放送時間
いずれも日本標準時。
- 土曜 22:00 - 22:54 （1995年4月8日 - 1995年9月30日）
- 水曜 21:00 - 21:54 （1995年10月11日 - 2000年12月20日）
- 金曜 20:00 - 20:54 （2001年1月12日 - 2003年3月7日）

## 出演者

### 司会
- 古舘伊知郎（番組開始から終了まで担当）

### アシスタント
- 髙田万由子（1995年4月8日 - 1999年4月28日）
- 家森幸子（当時テレビ東京アナウンサー、1999年5月5日 - 2002年9月20日）
- 津島亜由子（2002年10月18日 - 2003年3月7日）

### レギュラー・準レギュラーパネリスト
- 飯島愛 - 1996年からのレギュラー出演者であるが、出演しなかった回もあり。
- 加賀まりこ
- 松尾貴史
- アグネス・チャン
- ブラザー・コーン
- 片岡鶴太郎
- ヨネスケ
- 江守徹
- 中尾彬
- 加藤茶
- 加納典明
- うつみ宮土理
- 山城新伍
- 田中康夫
- そのまんま東
- 伊集院光
- 十朱幸代
- 掛布雅之
- 高知東生
- 仁科亜季子
- 鈴木史朗
- 角盈男
- 松村邦洋
- 永井美奈子
- 野々村真
- 遥洋子
- 中野浩一
- 清水圭
- 川島なお美
- くりぃむしちゅー
- ビビる
- ダチョウ倶楽部
- ショー・コスギ
- デーブ・スペクター - 最終回には「スペシャリストクイズ」の解答者として出演した。

### 著名人クイズ解答者
- 力也
- 中野英雄
- 三瓶
- 内山信二
- ガッツ石松
- 輪島功一
- 薬師寺保栄
- 川村亜紀
- 佐藤江梨子
- 未唯
- 眞鍋かをり
- たいぞう
- デビット伊東
- 池谷幸雄
- 乙葉
- 山崎邦正
- なかやまきんに君
- 山口もえ
- 西川りゅうじん
- 篠沢秀夫 - 「スペシャリストクイズ」にも参加したことがある。
- ほか

### 突撃！国会議員実力テスト解答者
- 平沢勝栄
- 河村たかし
- 山本一太
- ほか

## 基本ルール
- 街頭で一般人（街の人）にクイズを出題し、芸能人のパネリストは誰が正解するかを予想する。正解・不正解の発表は、実際に街の人がクイズに解答している際のVTRで発表。
  - 土曜時代には、街の人は12枠で2、3枠程度有名人が出演していた。パネリストは4人。得点が低い人から街の人を1人選択、同じ枠は指名できない。その際、街の人のプレートが乗ったワゴンがあり、それをパネリストの前まで移動させて指名した街の人のプレートを解答席に置く。
  - 水曜時代には、街の人は9枠で、初期は1人有名人が出演していた。最終枠の街の人は芸人の子供に会いに行く、お嫁さん探し、夜逃げ中、結婚式などの様子をドキュメンタリータッチで密着取材し、その取材中に出題する。パネリストは初期は3人、後に4人（場合によっては2人1組の4チーム）。土曜時代と同じく、得点が低い人から街の人を1人選択、同じ枠は指名できない。水曜放送の終盤3か月は5枠となる。
  - 金曜時代には、街の解答者は4枠 - 6枠の間で頻繁に枠数が変わった（一時期は6枠に落ち着いていた）。パネリストは2人1組の4チームとなった。また、新ルールとして他のチームが賭けた枠と同じ枠に賭けることが可能となり、持ち点が高いチームから賭ける順番に変更された。
  - 2002年10月からはこの形式の問題は後述の「突撃！国会議員実力テスト」のみとなり、街の解答者（国会議員）は4枠となった。パネリストも2人1組の4チームから、4人による個人戦に変更された。
- 週ごとに選ばれる一般人の解答者（街の人）は、問題ごとに職業や年代などにより知っていて当然と思われる問題を「赤恥」（赤枠）、知らなくても仕方のない問題を「青恥」（青枠）と2つに分類される（「青恥」は秋元康による造語である）。当然、赤恥の解答者の方が青恥の解答者よりも正解する可能性が高いので、得点（オッズ）は低く設定されている。なお「赤恥」と「青恥」の振り分けは古舘の独断で事前に決定されており、「赤青の色分け」（金曜日移行後の2月頃からは「オッズの発表」）の掛け声で問題出題後に発表される。
  - 土曜時代には、赤恥に設定された街の人が正解で10点、不正解は-10点（初期には-30点）、青恥に設定された街の人が正解で30点、不正解は-30点（初期には-10点）。解答席の得点板は4桁表示（千の位は、マイナス点が3桁の時に、マイナスの横棒を出すため）で、0点未満はマイナス表示となり、その際、得点板の周りの赤い電飾が付いた。また得点が加減方式のため、マイナス点でも優勝となる場合もある。
  - 1995年10月の水曜移行後から持ち点を賭けるルールに変更。解答席の得点板は上下2段で、水曜時代には5桁、金曜時代には6桁表示となり、上段に賭け点、下段に持ち点が出されていた。赤恥に設定された街の人が正解で賭け点の2倍返し、青恥に設定された街の人が正解で賭け点の4倍返し、不正解で賭け点没収。また水曜時代には、得点板の周りに選択した街の人に設定された色の電飾が光り、金曜時代には一時期赤枠・青枠の概念が無くなり、予想的中で街の解答者に与えられたオッズ（×2、×4、×6等）を賭けた分だけ払い戻される形式となった。賭け点方式への変更に伴い、途中で持ち点が無くなった場合は、確実に持ち点を獲得できる「恥か誉か?!」のコーナーまでの間、それ以降のクイズには参加できなくなった。なお賭け点の配当はパリミュチュエル方式であり、番組の元となったクイズダービーのブックメーカー方式とは異なる。
  - 問題から正解が確実とされ、古館が急遽「選択禁止」にした街の人が存在する。それは「トラックの前方にある3つの緑のランプは何?」という問題で、街の人の中にトラック運転手がいたため、この様な措置が取られた。そのトラック運転手は赤に設定されており（他の街の人は青に設定）、当然正解した。また「クラブ」を漢字で書く問題では、この回のパネリストであったダチョウ俱楽部が街の人を選択する際、テロップで出されていたダチョウ俱楽部の俱楽部の部分がテロップで隠された（番組での正解は「俱楽部」とされ「倶楽部」では不正解とされた。そのため、番組では本来のダチョウ倶楽部の表記を「ダチョウ俱楽部」と表示した）。

最初の持ち点は以下のとおり。
- 土曜時代には0点。（得点が加減方式のため持ち点は不要）
- 賭け点方式に変更した水曜時代には、最初の半年は100点で後に1000点。このため、持ち点100点時代にブラザー・コーンが0点を取って失格になったことがある。
- 金曜時代に入ってから最初の半年は後述の「恥か誉か?!」の獲得点。後に2人1組の解答者がおのおの3問のペーパーテスト（2002年4月までは常識問題3問、5月以降は常識問題2問と野村義男が出題したなぞなぞ1問）を解答し、正解数×1000点。
- 末期には後述の「芸能人はバカじゃない!?」の獲得点（正解が無い場合には番組から点数のプレゼントや貸し出しがあった）。

## 番組の有名な決まり文句
- 「赤青の色分け」（土曜時代・水曜時代）
- 「オッズの発表」（金曜時代）
- 「あなたはこの常識、分かりますか？」（末期以外）
- 「それでは、街の皆さんに恥を晒していただきましょう」（番組開始後2年あたりまで）
- 「皆さんもご一緒にお勉強しましょう」（苦情があったため、上記の文句を切り替え）

## 出題クイズ一覧

### 通常問題
街頭で一般人にクイズを出題し、芸能人のパネリストは誰が正解するかを予想する番組の基本形式の問題。「○○って何?」「○○なのはなぜ？」「○○と××の違いは？」のように説明を求める形式の問題や、誰もが見たことがあるのに正式名称まではあまり広く知られていない物の名前を答える問題が多く出されていた。当初は一般人に常識的な問題を出題する趣旨だったが、途中からは雑学の分野まで出題する問題の範囲を拡大した。VTR中のBGMには、C.J.ボーランドの「Austral Body」が一時使用されていた。（のちにブレイクビーツに変更された）

### ペーパーテスト
- 金曜時代中期のオープニングクイズ。本番前にパネラー陣全員が3問のペーパーテストを出題し、1人が1問正解につき1000点、3問ともに正解だと3000点獲得。2人の合計点が第1問からはその点から賭けることになった。
- 中でもなぞなぞ「豚が分かれる理由となった食べ物は?」（正解が「とんがりコーン」）で佐藤江梨子が「豚バラ」と解答し、観客から反応が良く、古舘の裁量で500点獲得した。
- 特に松尾貴史は3問とも正解したり、逆に飯島愛は3問とも間違えたりするなど様々あり、のちに「芸能人はバカじゃない!?」に受け継がれる。

### 生恥クイズ
- 初期の最終問題

開始当初
- パネリストは客席から1人指名し、パネリストと指名した観客に別々にクイズを出題し、パネリストと観客が2人とも正解で60点、二人とも不正解で-60点、どちらか一方が正解で0点。

第2期
- 通常問題同様にパネリストが街の人を指名。更にパネリストも解答して、パネリスト・指名した街の人の両者が正解していれば赤恥指名で20点・青恥指名で60点、両者不正解だと赤恥指名で-20点、青恥指名で-60点。どちらか一方が正解では0点。

第3期
- 基本的に第2期と同じだが賭け点制度になった為、街の人・パネリスト両方が正解すれば赤恥で賭け点の4倍返し、青恥で賭け点の8倍返し。街の人が正解、パネリストが不正解で賭け点は通常と同じ倍率返し。街の人が不正解でパネリストの正解・不正解にかかわらず賭け点が没収。生恥クイズ廃止後は、単純に赤恥4倍返し、青恥8倍返しとなる。

### 小さな大疑問
- 水曜時代末期に登場。ちょっとした疑問の正しい答えを予想。通常問題より正解として曖昧なものを出題する。点数の高いチームから口頭での解答。先に答えた人のの解答に乗っかっても（同じでも）良い。
- 正解すると300点獲得。また、惜しい解答や前の人の解答に乗っかった場合はおまけで300点未満の点数を獲得。

### パネリストクイズ
- 金曜時代に登場。「小さな大疑問」の改訂版で豆知識のような問題が出題され、筆答で答える。
- 正解すると3000点獲得。ただし、番組側で用意した「NGワード」を答えると得点を半分没収される。

### 恥か誉か?!
- 水曜時代に入ってから半年後の1996年4月から登場したクイズで、通常の問題とは別に得点を稼ぐチャンスとして登場し、古舘は「中間ベースアップのチャンス」と言っていた。登場するVTR解答者の人数に変更があったものの、初登場から最終回まで行われた番組の看板コーナー。
- パネリストが4つの問題の中から1問を選択（問題に対し、解答者のジャンルを限定したバージョンもある）。その問題を街頭の一般人10組（メインの街の人とは別の解答者。時期によっては7組）に出題前の自己紹介やインタビューVTRを見ながら、1組ずつ不正解（恥）か正解（誉）かを3カウント以内に選択する。3カウント後でも解答前なら変更が認められている。
- 問題の内容は、「この人は誰？」「この曲のタイトルは？」「この漢字は何て読む？」や、ことわざ（慣用句）・名言の穴埋め問題が定番で多かった。
- 水曜時代・金曜時代末期には解答テーブルがあり、「恥」か「誉」かをボタンを押して決めていた。最初は、解答ボタンを押すと手元の「恥」「誉」と書かれた札が立つものだった。しかし、小さくて視聴者からわかりにくかったためか、その後は放送画面上に「恥」「誉」の文字が出るようになったり、解答テーブルにつけられた大きな三角の回転体が回って「恥」「誉」を表示する形式になったりなどを経て、最終的に解答テーブルに備え付けられたモニターでの表示になった。2人組の場合は、どちらか片方が解答する。金曜日オープニング、中期頃にはレバーのセットがあり、2人がレバーを傾けて「恥」「誉」を選択していた。
  - スペシャルの時は一般人ではなく著名人がVTRの解答者として登場する。その為、2人1組のパネリストの片方が解答者として（事前収録した）VTRに出演している場合、もう片方のパネリストが代表して「恥」か「誉」かを当てる。
  - 最終回は、問題ではなく解答者を選択。事前にいくつかの問題（共通の問題）に答えたVTRから出題して「恥」か「誉」かをスタジオのパネリストが当てるという形式だった。
- 1組正解ごとの得点は以下の通り。
  - 水曜時代には100点。
  - 金曜時代初期には200点。後に1000点。
- パーフェクト（全組正解）の場合
  - 水曜時代にはボーナス1000点と合わせて2000点。
  - 金曜時代初期にはボーナス1000点と合わせて合計3000点。1000点時代はボーナスを含めて20000点。
- 逆パーフェクト（全組不正解）の場合
  - 水曜時代、金曜日初期は1000点。
  - 金曜時代の途中から10000点。
  - なお最初から逆パーフェクトを狙う解答者はほとんどおらず、半分を過ぎても正解がない解答者が逆パーフェクト狙いにシフトチェンジする場合が多い。ただし、最後の1組は演出上でネタ回答の「恥」か、わからなそうな人が正解する「誉」という両極端が多かったため、逆パーフェクトを達成できずに正解してしまって1問正解の最低点ということも多々あった。
- このコーナーで得点が獲得できないことはないため、前の問題では全得点を賭けることができる。

### スペシャリストクイズ
- 金曜時代に登場。専門家の人（スペシャリスト）に専門的な内容のクイズを出題。その人が問題に正解するか否かを予想する。
- 導入当初は通常問題と同様、複数のスペシャリストから正解者を予想。
- 後期・末期には1人のスペシャリストがクイズに解答。練習問題を出され（間違えると顔に×マークシールを貼られ、×マークシールが顔に貼られた状態で、意気込みを語る。初期には1問だけだった）、その後「正解する」か「正解しない」かを選択し、的中すれば賭け点の4倍返し。予想が外れると賭け点没収。
  - 当初は持ち点が高いパネリストから順に予想し得点を賭けていたが、2003年から予想を4人一斉に出す方法に変更された。

### 著名人クイズ
- 金曜時代に出されていた最終問題。あらかじめ5人の著名人にクイズを出題し、正解者を予想する。
  - 特番では、実際に著名人をスタジオに呼んで、その場でクイズを出題する。
- パネリストは5人の著名人の中から1人を指名。各著名人にはオッズ（倍率）が割り振られており、正解しそうな人ほど低倍率となっている。
  - 第1回には西川りゅうじん、たいぞう、眞鍋かをり、篠沢秀夫、池谷幸雄もいた。
  - 歴代最低オッズだったのは眞鍋かをりの1倍で、歴代最高オッズだったのはたいぞう（滅多に正解しない、いわゆる大ボケ担当で、このコーナーのレギュラーだった）の2億倍。しかし、あまりにもオッズに幅があることから、2001年夏ごろからオッズが最少で10倍、最大で50倍程度に落ち着くようになった（まれに100倍はあった）[注 1]。
  - 極端に倍率の高い著名人を指名して正解した場合、得点が6桁を超えてしまうことがあり、賭け点を表示する上段の得点板も得点表示板として使用することもあった（例えば、100万点なら下段に「000000」、上段に「1」と表示される。得点が1兆を超える場合は得点板の上下に「999999」と表示され、その場合は古舘の発言と放送時にテロップでフォローした）。
  - 2002年1月から、5人全員が間違える「全員不正解」という選択肢が登場した。この背景には2001年秋ごろの1回、黒沢年雄は正解者がいないと思い、「我々は（誰にも）賭けません！」と宣言し、パートナーの中井美穂が中野英雄に10点賭ける格好になり、結果黒沢・中井組が賭けた中野をはじめ全員が不正解となり、優勝となった。この黒沢の心理を読まれたスタッフの思惑が裏腹になったことと、この一件で全員不正解の時に点数を増やすことができない不都合が表面化した背景から、新たに「全員不正解」を入れる格好になった。
- 指名した著名人が正解すれば、設定された倍率返し。不正解であれば賭け点没収。
- 「全員不正解」を選択した場合、全員不正解であれば設定された倍率返し。1人でも正解すれば賭け点没収。
- 全チームはずれの場合は持ち点を一番多く残しているチームが優勝となる。全チーム0点の場合は優勝賞品が視聴者プレゼントになる。

### 末期のクイズ一覧
芸能人はバカじゃない!?
番組末期のオープニングクイズ。複数正解がある問題が1問出題され、30秒間でできるだけ多く答える。正解数×500点（問題によっては1000点）が最初の持ち点となる。
恥のエピソード2
2つのエピソードのうち、本当にあったエピソードはどちらかを当てる2択クイズ。正解すれば賭け点の4倍返し。不正解で賭け点没収。
街かどビューティー7
選ばれた素人の女性1人が登場。まず番組が用意した6人の女性モデルに順位を付け、その後自分を6人のモデルと比較して、自分で何番目に位置づけるかを当てる。素人女性の独断で決める為、上位にされて喜ぶ反面、下位にされると不満の声が上がり、更に素人が上位になろうものなら、また更に不満の声が上がるという、女性の本心が垣間見える企画であった。正解で2000点獲得。
おとりこみ中、すみません…ワイドショークイズ!!
世間やワイドショーを賑わせている話題の人にクイズを出題し、パネリストはその人がクイズに「正解する」か「正解しない」かを予想する。的中すれば賭け点の4倍返し。予想が外れると賭け点没収。
突撃！国会議員実力テスト
4名の国会議員にクイズを出題、正解しそうな議員を予想する（それ以外のルールは通常問題と同じ）。番組末期の数少ない番組の基本形式の問題。
見た目クイズ こいつなら勝てる!!
街角で選ばれた一般人が、早押しクイズで勝てそうな人を選び、実際にクイズで対決する。パネリストは勝者を予想。的中すると2000点獲得。

## 優勝賞品と賞品獲得のルール
優勝者に贈られる賞品は放送時期によって異なっていた。
- 土曜時代と水曜時代初期には「ゴールデン恥シールド」が贈られた。「ゴールデン恥シールド」は5枚集めると世界旅行と交換できた。
- 水曜時代の途中から、賞品は10万円分の商品券に変更された（ゴールデン恥シールドは目録的なものとして残った）。
- 金曜時代には優勝すると10万円分の商品券。さらに最終順位に限らず、最終問題終了時に10万点を超えている全チームが10万円分の商品券を獲得。したがって、トップ賞でなおかつ10万点を超えている場合には合計20万円分の商品券を獲得できた。
- 金曜時代末期には、トップ賞・10万点突破の賞品が黒毛和牛肉10万円分に変更。したがって、トップ賞なおかつ10万点を突破したパネリストに贈られる賞品も計20万円分の黒毛和牛肉となった。

## 街の解答者への賞品
土曜時代から水曜時代までは、トップ賞のパネリストだけでなく街の一般人にも賞品と称号が贈られていた。特に番組スタートから1年間は下記を決める時間を設けていたが、後にそのシーンを省き、エンディングのテロップで発表するようになった。
街角常識王
正解率の高かった街の解答者やすばらしい解答をした街の解答者に与えられる称号。賞品として温泉旅館の宿泊券や商品券が贈られていた。
街角赤恥王
正解率の低かった街の解答者や突拍子もない解答・面白い誤答をした街の解答者に与えられる称号。賞品として広辞苑や温泉旅館の宿泊券が贈られていた。
なお、これらの賞の受賞者は必ずしもクイズの正解数だけで決められるわけではなく、古舘やパネリストたちの自由な判断により決められていた。稀に「街角常識王」と「街角赤恥王」をWで獲得した解答者もいた。
金曜時代には、街の一般人6人全員に賞品が贈られていた。

## スタッフ
- ナレーター：多田木亮佑、奥田民義、広中雅志、秀島史香、大塚芳忠
- 制作統括：佐藤孝（古舘プロジェクト）
- 企画・監修：秋元康
- 構成：樋口卓治、冨永一郎、小川浩之、菊原共基、柄沢正典、岩崎夏海、岡弘和、白川幸洋、木村賢一、丸山桜奈
- 技術：池田治道
- デザイン：ねもとまさ乙 → 宇都木民雄
- 音楽：羽毛田丈史
- 音響効果：志田博英、井澤利幸 → 西山知史
- オープニングCG：北山裕道、清勝仁
- キャラクターデザイン：松澤正夫
- 技術協力：池田屋、TAMCO、阿呍、メディアイン、パッチワーク → テレテックメディアパーク、OCBプロ → AXL → 4-Legs
- 収録スタジオ：砧スタジオ → 天王洲スタジオ
- 美術協力：CAVIN → テレビ東京美術センター
- マルチモニター：インターナショナルクリエイティブ
- ディレクター：鴻巣力、伊藤裕記、大根仁、松本淳一、池田文香
- 演出：堤幸彦 → マツモトジュンイチ
- プロデューサー：川原愼（テレビ東京）、長坂信人、牛田徹也、広島敬、小野文彦
- 制作協力：古舘プロジェクト
- 製作：テレビ東京、オフィスクレッシェンド

## 歴代エンディングテーマ
- 恋するヴェルファーレダンス 〜Saturday Night〜 / MAX（番組開始 - 1995年7月）
- しあわせになれる / マルシア（1995年8月 - 1995年9月30日）
- これが僕の愉快なヒューマンライフ / 寺岡呼人（1996年頃）
- DOMINO / 森川美穂（1996年頃）
- 最後のLOVE SONG / Nonkeys（1996年頃）
- Regrets / 酒井ミキオ（1997年頃）
- 落下する太陽 / 真矢（1997年頃）
- Railways / EAST RIVER（1998年頃）
- Room / RAZZ MA TAZZ（1998年10月 - 12月）
- Without you / La'cryma Christi（1999年4月 - 6月）
- みだら / Cool as Ice（1999年7月 - 9月）
- RHYTHMIC YOUTH / 高山美瑠 with TWO-MIX（1999年10月 - 12月）
- バニラクレープ / 宮本浩次（2000年1月 - 3月）
- 十字架の弾丸 / 山部光彦&KAPLANS（2000年4月 - 6月）
- CREAMSODA ONE / 藤井尚之（2000年7月- 9月）
- Love Paradice / DOGGY BAG（2000年10月 - 12月）
- 結局 Bye Bye Bye / 平家みちよ（2001年1月 - 3月）
- DEAR MY FRIEND / SNAKE HIP SHAKES（2001年4月 - 6月）
- Go! Go! Girl! / Hipp's（2001年7月 - 9月）
- Prism / Psycho le Cému（2002年頃）
- 青い経験 / The NaB's（2002年10月 - 12月）
- 足跡 / ロードオブメジャー（2003年1月 - 3月）

## 放送局
系列は放送終了時のもの。
| 放送対象地域   | 放送局               | 系列           | 備考                                                       |
| -------------- | -------------------- | -------------- | ---------------------------------------------------------- |
| 関東広域圏     | テレビ東京           | テレビ東京系列 | 製作局                                                     |
| 北海道         | テレビ北海道         | テレビ東京系列 |                                                            |
| 青森県         | 青森テレビ           | TBS系列        |                                                            |
| 岩手県         | 岩手放送→IBC岩手放送 | TBS系列        | 1995年6月22日までの社名は岩手放送                          |
| 宮城県         | ミヤギテレビ         | 日本テレビ系列 |                                                            |
| 秋田県         | 秋田テレビ           | フジテレビ系列 | 放送開始から半年で打ち切り                                 |
| 秋田県         | 秋田朝日放送         | テレビ朝日系列 | 秋田テレビでの打ち切り後に放送開始                         |
| 山形県         | テレビユー山形       | TBS系列        |                                                            |
| 福島県         | 福島放送             | テレビ朝日系列 |                                                            |
| 新潟県         | 新潟総合テレビ       | フジテレビ系列 | 現在の社名はNST新潟総合テレビ                              |
| 長野県         | 信越放送             | TBS系列        |                                                            |
| 山梨県         | テレビ山梨           | TBS系列        | 1996年4月開始～1998年3月打ち切り                           |
| 静岡県         | 静岡放送             | TBS系列        |                                                            |
| 石川県         | 北陸放送             | TBS系列        |                                                            |
| 富山県         | 富山テレビ           | フジテレビ系列 | 途中打ち切り                                               |
| 富山県         | チューリップテレビ   | TBS系列        | 富山テレビでの打ち切り後に放送開始                         |
| 福井県         | 福井テレビ           | フジテレビ系列 |                                                            |
| 愛知県         | テレビ愛知           | テレビ東京系列 |                                                            |
| 大阪府         | テレビ大阪           | テレビ東京系列 |                                                            |
| 島根県・鳥取県 | 山陰中央テレビ       | フジテレビ系列 | 途中打ち切り 当初は週に1回の放送、打ち切り前には不定期放送 |
| 島根県・鳥取県 | 日本海テレビ         | 日本テレビ系列 | 山陰中央テレビでの打ち切り後に放送開始                     |
| 岡山県・香川県 | テレビせとうち       | テレビ東京系列 |                                                            |
| 広島県         | 中国放送             | TBS系列        |                                                            |
| 山口県         | テレビ山口           | TBS系列        |                                                            |
| 愛媛県         | あいテレビ           | TBS系列        |                                                            |
| 徳島県         | 四国放送             | 日本テレビ系列 |                                                            |
| 高知県         | 高知放送             | 日本テレビ系列 |                                                            |
| 福岡県         | TXN九州→TVQ九州放送  | テレビ東京系列 | 2000年12月までの社名はTXN九州                              |
| 佐賀県         | サガテレビ           | フジテレビ系列 | 1998年6月打ち切り                                          |
| 長崎県         | テレビ長崎           | フジテレビ系列 |                                                            |
| 熊本県         | テレビ熊本           | フジテレビ系列 |                                                            |
| 鹿児島県       | 鹿児島テレビ         | フジテレビ系列 |                                                            |
| 大分県         | 大分放送             | TBS系列        |                                                            |
| 沖縄県         | 琉球放送             | TBS系列        |                                                            |
| 日本全域       | BSジャパン           | BS放送         | テレビ東京の3年遅れで放送                                  |

## 関連書籍
いずれも著者：テレビ東京、発行者：角川書店。
| タイトル                 | レーベル           | 初版発行日         | ISBNコード         |
| ------------------------ | ------------------ | ------------------ | ------------------ |
| クイズ赤恥青恥           |                    | 1995年12月         | ISBN 4-04-852628-6 |
| クイズ赤恥青恥 2         | 1996年9月          | ISBN 4-04-852706-1 |                    |
| クイズ赤恥青恥 3         | 1997年7月          | ISBN 4-04-852815-7 |                    |
| やっぱり赤恥青恥         | 1997年12月         | ISBN 4-04-852885-8 |                    |
| またまた赤恥青恥         | 1999年3月          | ISBN 4-04-853062-3 |                    |
| もっともっと赤恥青恥     | 2001年3月          | ISBN 4-04-853359-2 |                    |
| クイズ赤恥青恥セレクト   | 角川mini文庫       | 1997年6月          | ISBN 4-04-700168-6 |
| クイズ赤恥青恥セレクト 2 | 角川mini文庫       | 1998年6月          | ISBN 4-04-700241-0 |
| クイズ赤恥青恥           | ザテレビジョン文庫 | 1999年11月         | ISBN 4-04-930001-X |
| クイズ赤恥青恥 2         | ザテレビジョン文庫 | 2000年2月          | ISBN 4-04-930007-9 |
| クイズ赤恥青恥 3         | ザテレビジョン文庫 | 2000年5月          | ISBN 4-04-930016-8 |